# BUKSZ
A BUKSZ szó hasonlít a BUX-ra, ami a Budapesti Értéktőzsde Indexe.
A BUKSZ – Budapesti Könyvszemle 1989-ben alapított, negyedévenként megjelenő folyóirat. Fő profilján, a könyvrecenciókon kívül kritikai írásokat közöl a társadalomtudományok és a bölcsészettudományok köréből.
A BUKSZ angol nyelvű változata, a Budapest Review of Books 1991 és 2002 között jelent meg.

## A BUKSZ mottója
Lapunk bírálatokat közöl a humán tudományok körében megjelent könyvekről. Megbántani senkit sem akarunk, nem is tehetnénk. Hisz a megjelent bírálat éppúgy megítélhető, mint a mű, amelyről íródott. Magyarán: a kritika dialógus kezdete lehet, ezért szívesen látjuk a szerzők válaszcikkeit is, megjelentetjük őket levelezési rovatunkban. Alapelvünk a szakmai igényesség. Mintánk a szigorú Budapesti Szemle és a kiváló New York Review of Books.

## A szerkesztőbizottság korábbi és jelenlegi tagjai
- Bence György
- Bodnár M. István
- Erdélyi Ágnes
- Erős Ferenc
- Gecser Ottó
- Gyáni Gábor
- Kálmán C. György
- Klaniczay Gábor alapító főszerkesztő
- Lackó Mihály
- Laki Mihály
- Lakner Judit
- Madarász Aladár
- Majtényi László
- Margócsy István
- Pajkossy Gábor
- Rév István
- Szécsényi Endre
- Széphelyi F. György
- Szörényi László
- Vági Gábor
- Wessely Anna